# 安妮克·克林
安妮克·克林（德語：Annik Kälin，2000年4月27日—），瑞士女子田径运动员，2022年欧洲田径锦标赛女子七项全能铜牌得主、2025年欧洲室内田径锦标赛女子跳远银牌得主、2025年世界室内田径锦标赛女子跳远银牌得主。